# Tischlein deck dich (Wohlfahrtsorganisation)

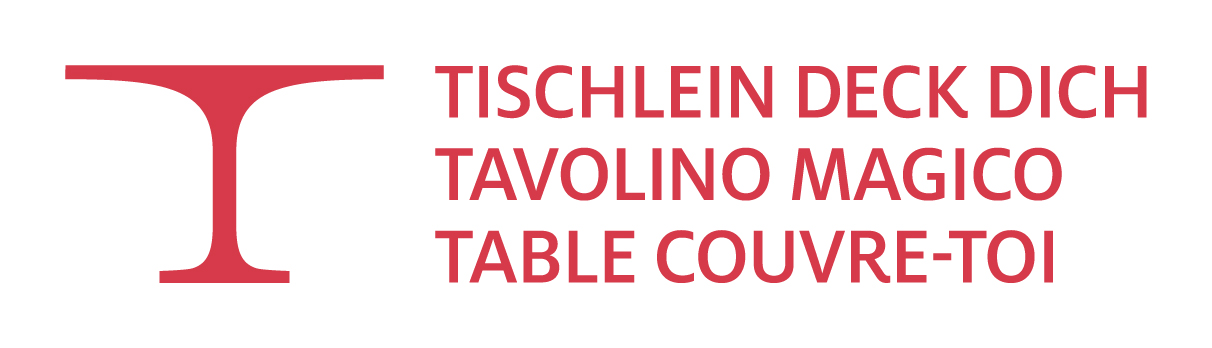

Tischlein deck dich ist eine Schweizer Non-Profit-Organisation mit Hauptsitz in Winterthur. Sie rettet einwandfreie Lebensmittel vor der Vernichtung und verteilt sie an Menschen, die in einem finanziellen Engpass leben.

## Geschichte
Die Organisation wurde im Jahr 1999 von Beat Curti gegründet. In ihrem ersten Jahr verteilte sie bereits 18 Tonnen Nahrungsmittel an armutsbetroffene Menschen. Dabei handelt es sich in der Regel um Produkte, kurz vor dem Verfalldatum stehen, aus Überproduktionen stammen, Verpackungsschäden aufweisen, aber die qualitativ einwandfrei sind. Tischlein deck dich holt diese Lebensmittel bei über 1000 Betrieben aus Landwirtschaft, Industrie und Detailhandel ab und rettet sie so vor der Vernichtung. Der konfessionell und politisch neutrale Verein lebt von Finanz- und Produktspenden. Coop, Migros, Transgourmet und die Ernst Göhner Stiftung unterstützen Tischlein deck dich als Hauptsponsoren. Würde sich der Detailhandel stärker an den Kosten beteiligen, könnte ein Vielfaches der nicht verkauften Lebensmittel vor dem Abfall gerettet und so die Lebensmittelverschwendung in der Schweiz weiter reduziert werden. Deshalb fordern Politiker und Wissenschaftler den Detailhandel dazu auf, sich der Problematik verstärkt anzunehmen.
Seit 2015 wird die Organisation von Stephan Baer präsidiert, welcher bis 2008 die von Erwin Baer gegründete Baer AG leitete.

## Organisation
Tischlein deck dich enthält 149 Abgabestellen in der Schweiz und im Fürstentum Liechtenstein, die von rund 3'700 freiwilligen Helferinnen und Helfern betrieben werden (Stand 2022). Jede Abgabestelle ist jeweils einmal pro Woche während einer Stunde geöffnet. Tischlein deck dich erreicht mit seiner Lebensmittelhilfe rund 31'400 armutsbetroffene Personen – im Jahr 2022 konnten rund 6000 Tonnen Lebensmittel vor der Vernichtung gerettet und verteilt werden. Die Organisation versorgt die einzelnen Abgabestellen von sieben Logistiklagern aus mit 25 eigenen Kühlfahrzeugen. Täglich stehen über 120 Mitarbeitende in Arbeitsintegrations- und Beschäftigungsprogrammen, rund 13 Zivildienstleistende sowie wenige Festangestellte für den Verein im Einsatz. Tischlein deck dich ist ISO-9001-zertifiziert.
Wer Lebensmittel bei Tischlein deck dich beziehen möchte, muss eine Kundenkarte bei einer von 1200 regionalen Sozialfachstellen beantragen, die nach Prüfung der finanziellen Situation ausgestellt wird. Pro wöchentlichem Lebensmittelbezug bezahlen die Kundinnen und Kunden einen symbolischen Franken.

## Auszeichnungen
- 2010 Verleihung des ersten Freiwilligenpreises
- 2015 Anerkennungspreis der Albert Köchlin Stiftung
- 2017 Anerkennungspreis der Christoph Merian Stiftung[3]
- 2020 Prix benevol Graubünden[4]